# Хилічкі (Ґродзиський повіт)
Хилічкі (пол. Chyliczki) — село в Польщі, у гміні Якторув Ґродзиського повіту Мазовецького воєводства.
У 1975-1998 роках село належало до Скерневицького воєводства.